# МКС-57
МКС-57 — п'ятдесят сьома довготривала експедиція Міжнародної космічної станції (МКС). Його робота розпочалася 4 жовтня 2018 року з моменту відстиковки від станції корабля Союз МС-08, на якому повернулися троє членів експедиції-55/56. Експедиція-57 завершилася 20 грудня 2018 з моменту відстиковки корабля Союз МС-09 від МКС. Спочатку було заплановано, що робота 57-мої експедиції завершиться 21 жовтня. Проте через аварію 11 жовтня корабля Союз МС-10 під час зльоту, двоє членів його екіпажу екстрено повернулися на землю. Тому роботу екіпажу Союз МС-09 було продовжено до 20 грудня 2018 року. Члени екіпажу Союз МС-11 продовжать роботу на борту МКС у складі експедиції-58.

## Екіпаж
Було заплановано, що з 6 до 11 жовтня 2018 року на борту МКС буде працювати троє космонавтів (О. Герст, С. Прокопьєв та С. Ауньйон-Ченселлор). Інші двоє учасників експедиції-57 (росіянин Олексій Овчинін та американець Тайлер Хейг) повинні були прилетіти кораблем Союз МС-10 11 жовтня. Проте в результаті аварії останнього під час зльоту, на МКС продовжили роботу троє космонавтів. Графік експедицій та запуску кораблів було змінено і 3 грудня до МКС пристикувався корабель Союз МС-11 з трьома космонавтами на борту. Таким чином, у складі експедиції стало 6 учасників.
| Посаду        | Перша частина (4 жовтня — 3 грудня 2018)         | Друга частина (3 грудня — 20 грудня 2018)        |
| ------------- | ------------------------------------------------ | ------------------------------------------------ |
| Командир      | Олександр Герст (2), /ЄКА (Союз МС-09)           | Олександр Герст (2), /ЄКА (Союз МС-09)           |
| Бортінженер-1 | Сергій Прокопьєв (1), /Роскосмос (Союз МС-09)    | Сергій Прокопьєв (1), /Роскосмос (Союз МС-09)    |
| Бортінженер-2 | Серіна Ауньйон-Ченселлор (1), /НАСА (Союз МС-09) | Серіна Ауньйон-Ченселлор (1), /НАСА (Союз МС-09) |
| Бортінженер-3 |                                                  | Олег Кононенко (4), /Роскосмос (Союз МС-11)      |
| Бортінженер-4 |                                                  | Давид Сен-Жак (1), /КАА (Союз МС-11)             |
| Бортінженер-5 |                                                  | Енн Макклейн (1), /НАСА (Союз МС-11)             |

## Етапи місії

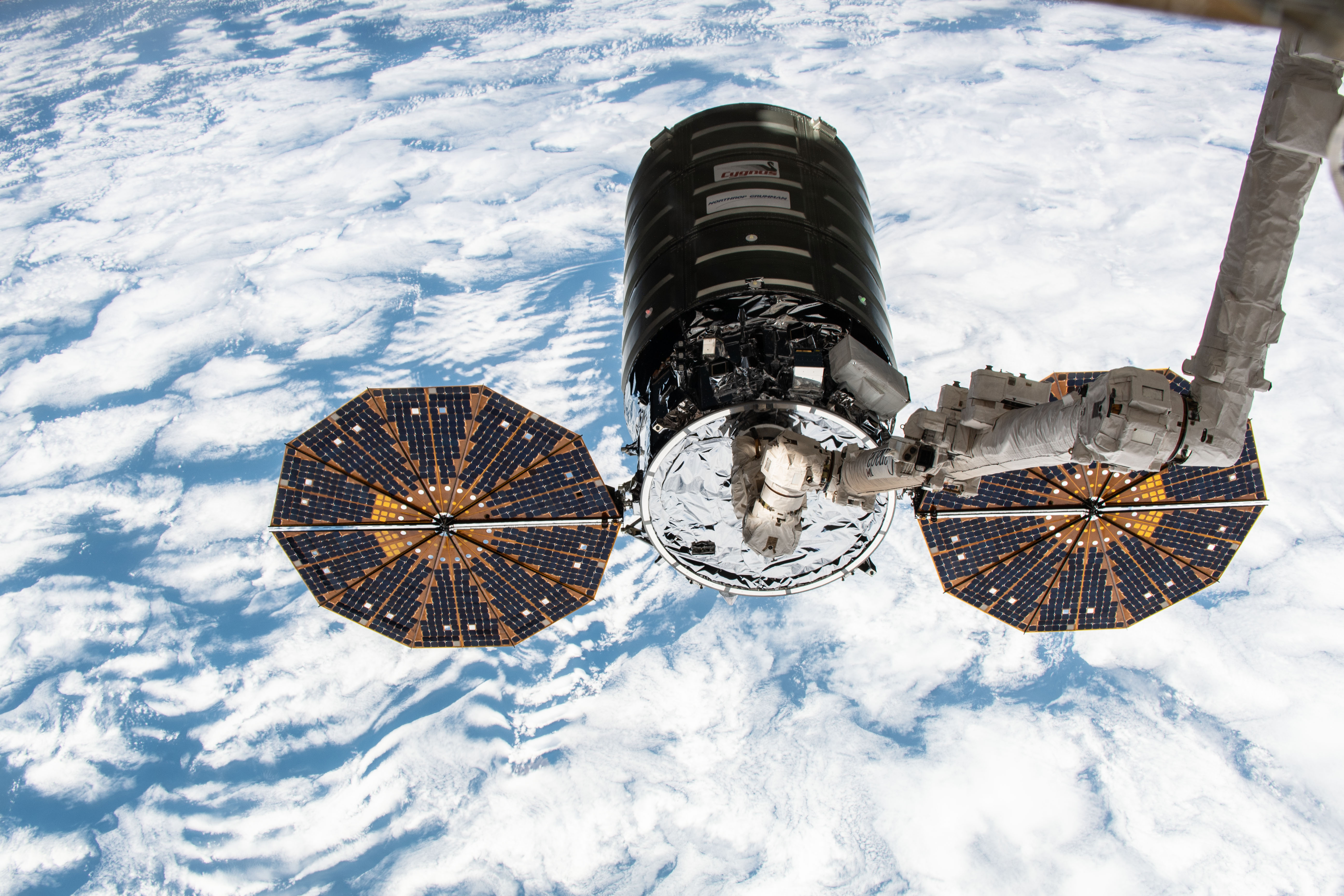
Корабель Cygnus, захоплений краном Canadarm2. 19.11.2018

4 жовтня о 07:57 (UTC) корабель Союз МС-08 з трьома космонавтами на борту (Олег Артемьєв, Ендрю Фьюстел і Річард Арнольд) відстикувався від МКС та за декілька годин успішно приземлився на території Казахстану. На цьому завершилася робота 56-ї експедиції МКС. Сергій Прокопьєв, Олександр Герст та Серіна Ауньйон-Ченселлор, які залишилися на борту станції, продовжили роботу у складі 57-ї експедиції.
11 жовтня до МКС повинен був пристикуватись корабель Союз МС-10 із двома космонавтами на борту (О. Овчинін та Т. Хейг). У результаті аварії корабля під час зльоту відбулося екстрене повернення космонавтів у спускній камері на Землю. На станції продовжили роботу троє космонавтів.
18 листопада до станції о 19:28 (UTC) пристикувався вантажний корабель Прогрес МС-10, що стартував 16 листопада. Стикування відбулося в автоматичному режимі до модуля «Звєзда». Корабель доставив на МКС 2564 кг вантажу, в тому числі їжу, 750 кг палива, 75 кг кисню і повітря, 440 кг води.
19 листопада до станції о 10:28 (UTC) пристикувався вантажний корабель Cygnus місії CRS-10. Після зближення він був захоплений за допомогою крана Канадарм2. Корабель доставив до станції 3350 кг вантажу, серед якого — їжа та речі для екіпажу, матеріали для наукових досліджень, обладнання і деталі станції тощо.
20 листопада виповнилося 20 років з початку будівництва МКС.
3 грудня о 17:33 (UTC) до станції пристикувався корабель Союз МС-11 із трьома космонавтами на борту (О. Кононенко, Д. Сен-Жак, Е. Макклейн). Він стартував того ж дня з Байконуру об 11:31 (UTC). Таким чином, на борту МКС стало 6 членів екіпажу.
8 грудня стикування з МКС вантажного космічного корабля Dragon місії SpaceX CRS-16, який стартував 5 грудня. Після зближення стикування було відкладено через порушення космічного зв'язку з МКС через супутник-ретранслятор. Після перемикання на резервний супутник зв'язок вдалося відновити та кран-маніпулятор Канадарм2 захопив Dragon та пристикував до модуля Гармоні. Корабель доставив до МКС 2540 кг вантажу, серед якого — продукти харчування, вода, обладнання та матеріали для понад 250 наукових експериментів.
11 грудня російські космонавти Олег Кононенко та Сергій Прокопьєв здійснили вихід у відкритий космос. Основним завданням було обстеження зовнішньої поверхні корабля «Союз МС-09» у зв'язку з витоком повітря 30 серпня 2018. Роботи проводились за допомогою крана-маніпулятора «Стріла», оскільки на Союзі не встановлено поручні. Космонавти розкрили екранно-вакуумну теплоізоляцію та мікрометеоритний захисний шар на зовнішній поверхні побутового відсіку корабля. Було виявлено невеликий отвір, який не становить небезпеки для екіпажу корабля під час повернення на Землю. Також космонавти зняли з поверхні станції панелі із дослідними зразками. Вихід у відкритий космос тривав 7 год. 45 хв.
20 грудня в 00:40 (UTC) корабель Союз МС-09 із трьома космонавтами на борту (Олександр Герст, Сергій Прокопьєв та Серіна Ауньйон-Ченселлор) відстикувався від МКС. На цьому завершилася робота 57-ї експедиції. За декілька годин — о 05:02 (UTC) відбулося успішне приземлення корабля в казахстанському степу.